# Media Agua
Media Agua é uma cidade da Argentina, localizada na província de San Juan